# Amleto (film 1990)
Amleto è un film del 1990 diretto da Franco Zeffirelli, tratto dalla tragedia omonima di William Shakespeare, interpretato, tra gli altri, da Mel Gibson, Glenn Close e Helena Bonham Carter.

## Trama
Amleto, principe di Danimarca, sa che suo padre è stato ucciso a tradimento dal fratello che ne ha usurpato il trono e sposato la moglie. Ora Gertrude, la madre di Amleto, siede sul trono a fianco di Claudio, l'assassino di suo marito, e il giovane principe medita la vendetta; per compiere il suo piano non esita a sacrificare l'amore che la giovane Ofelia prova per lui. Il principe si fa credere pazzo e la giovane donna ne soffre fino a morirne. La tragedia intanto incombe sul trono degli usurpatori e viene scatenata nel momento in cui degli attori girovaghi arrivano a palazzo: Amleto fa loro mettere in scena un dramma che ricalca la sua vicenda familiare. La vendetta sarà inesorabile, come una tempesta, e porterà tutti (tranne l'amico Orazio) nella tomba, vendicatore compreso.

## Produzione
Prodotto dalle società Canal+, Carolco Pictures, Icon Entertainment International, Marquis, Nelson Entertainment, Sovereign Pictures e Warner Bros. Pictures.
Il film venne girato in varie località della Scozia (fra cui Aberdeenshire, Blackness Castle, Blackness e Falkirk), nel castello di Dover, altri luoghi dell'Inghilterra e Thionville, Francia. Le riprese durarono dal 23 aprile al 14 giugno 1990.

## Riconoscimenti
- 1991 - Premio Oscar
  - Candidatura Miglior scenografia a Dante Ferretti e Francesca Lo Schiavo
  - Candidatura Migliori costumi a Maurizio Millenotti
- 1992 - Premio BAFTA
  - Candidatura Miglior attore non protagonista a Alan Bates
- 1991 - David di Donatello
  - Miglior film straniero a Franco Zeffirelli
  - CandidaturaMiglior attrice straniera a Glenn Close
- 1990 - National Board of Review Awards
  - Migliori dieci film
- 1991 - Ciak d'oro
  - Migliore scenografia a Dante Ferretti e Francesca Lo Schiavo[1]

## Distribuzione

### Data di uscita
Il film venne distribuito in varie nazioni, fra cui:
- Stati Uniti d'America, Hamlet 19 dicembre 1990 (a Los Angeles, California)
- Canada 19 dicembre 1990
- Australia 22 febbraio 1991
- Inghilterra 19 aprile 1991
- Brasile agosto 1991
- Argentina, Hamlet 22 agosto 1991
- Svezia 30 agosto 1991
- Germania 10 ottobre 1991
- Francia 8 gennaio 1992
- Ungheria, Hamlet 17 aprile 1992
- Portogallo 10 luglio 1992
- Polonia 7 aprile 1995

## Accoglienza

### Incassi
Il film ha incassato un totale di 20.710.451 dollari negli USA,

### Critica
Spiazza inizialmente con impeto lo spettatore che lentamente si abitua alla narrazione atipica del dramma, veloce come se si stesse viaggiando su un'«autostrada a tre corsie» grazie anche alla buona recitazione dei vari interpreti che si cimentano in tutte le sfaccettature dei personaggi interpretati, anche con i vari tagli inevitabili alla trama

## Doppiaggio italiano
La direzione del doppiaggio è stata eseguita da Pino Colizzi e i dialoghi sono stati adattati da Masolino D'Amico.
Giancarlo Giannini (voluto da Zeffirelli mentre Colizzi avrebbe scelto la sua voce abituale Claudio Sorrentino) e Sonia Scotti (doppiatori di Mel Gibson e Glenn Close nel film) avevano gia doppiato gli stessi personaggi nell'ultima puntata della seconda stagione della serie tv BBC Television Shakespeare, dedicata proprio alla tragedia; ma Amleto a quell'epoca era interpretato da Derek Jacobi mentre Gertrude era interpretata da Claire Bloom.
Un'altra coincidenza è che Giannini aveva già doppiato altri due film dello stesso Zeffirelli, Romeo e Giulietta e Fratello sole, sorella luna, rispettivamente gli attori Leonard Whiting (Romeo) e Graham Faulkner (San Francesco).